# 印度东北部冲突
印度东北部冲突，是指印度政府与印度东北部多个武装组织长期进行的冲突。该地区由七個州組成，分別是阿薩姆邦、梅加拉亞邦、特里普拉邦、米佐拉姆邦、曼尼普爾邦、那加蘭邦和与中国有领土争议的阿鲁纳恰尔邦（中国称为藏南）。這地区与印度本土通过宽度仅有23公里的西里古里走廊相连。某些地方的组织谋求地方自治，另一些地方组织则争取完全独立。
因种族和文化差异，东北部与印度主体部分矛盾重重，这些地区和中央政府以及在该地区原住民和来自印度內陸的移民之间存在着紧张关系。最近的冲突发生于2014年末，印度安全部队在11月份袭击了阿萨姆邦的分离武装组织“博多民族民主阵线”，该组织随后袭击多个村落作为报复，令紧张局势升级。截至2015年初，主要的军事冲突地点涵盖了阿萨姆邦、曼尼普尔邦、那加兰邦、特里普拉邦。
截至2020年，除波多兰民族民主阵线、特里普拉民族解放阵线等已经和政府达成协议解散的组织外，阿萨姆联合解放阵线、那加兰民族社会主义委员会、佐米革命军和联合民族解放阵线等组织依然活跃。
2023年5月，因印度政府准备赋予梅泰族“表列部落”地位，获得这一地位的少数族群能得到一定的政府职位和大学录取名额，有资格参加国家福利计划、获得特殊权利等，但这引起曼尼普尔邦其他以信奉基督教为主的那加族（Naga）和库基族（Kuki）的不满，结果造成严重的族群冲突，至5月7日，已经造成至少54人死亡，大约2.3万人因冲突升级而流离失所，超过500间房屋被烧毁。

## 延伸阅读
- A. Lanunungsang Ao; From Phizo to Muivah: The Naga National Question; New Delhi 2002
- Blisters on their feet: tales of internally displaced persons in India's North East; Los Angeles [u.a.] 2008; ISBN 978-81-7829-819-1
- Dutta, Anuradha; Assam in the Freedom Movement; Calcutta 1991
- Hazarika, Sanjoy; Strangers of the Mist: Tales of War and Peace from India's Northeast; New Delhi u.a. 1994
- Horam, M.; Naga insurgency: the last thirty years; New Delhi 1988
- International Work Group for Indigenous Affairs (Hrsg.); The Naga nation and its struggle against genocide; Kopenhagen 1986
- Nibedom, Nirmal; The Night of the Guerillas; Delhi 1978
- Srikanth, H.; Thomas, C. J.; Naga Resistance Movement and the Peace Process in Northeast India; in: Peace and Democracy in South Asia, Vol. I (2005)
- Terrorism and separatism in North-East India; Delhi 2004; ISBN 81-7835-261-3